# Rödbrun klotterlav
Rödbrun klotterlav (Pseudoschismatomma rufescens) är en lavart som beskrevs av Pers. Rödbrun klotterlav ingår i släktet Pseudoschismatomma och familjen Roccellaceae. Arten är reproducerande i Sverige. Inga underarter finns listade i Catalogue of Life.